# Prelaat

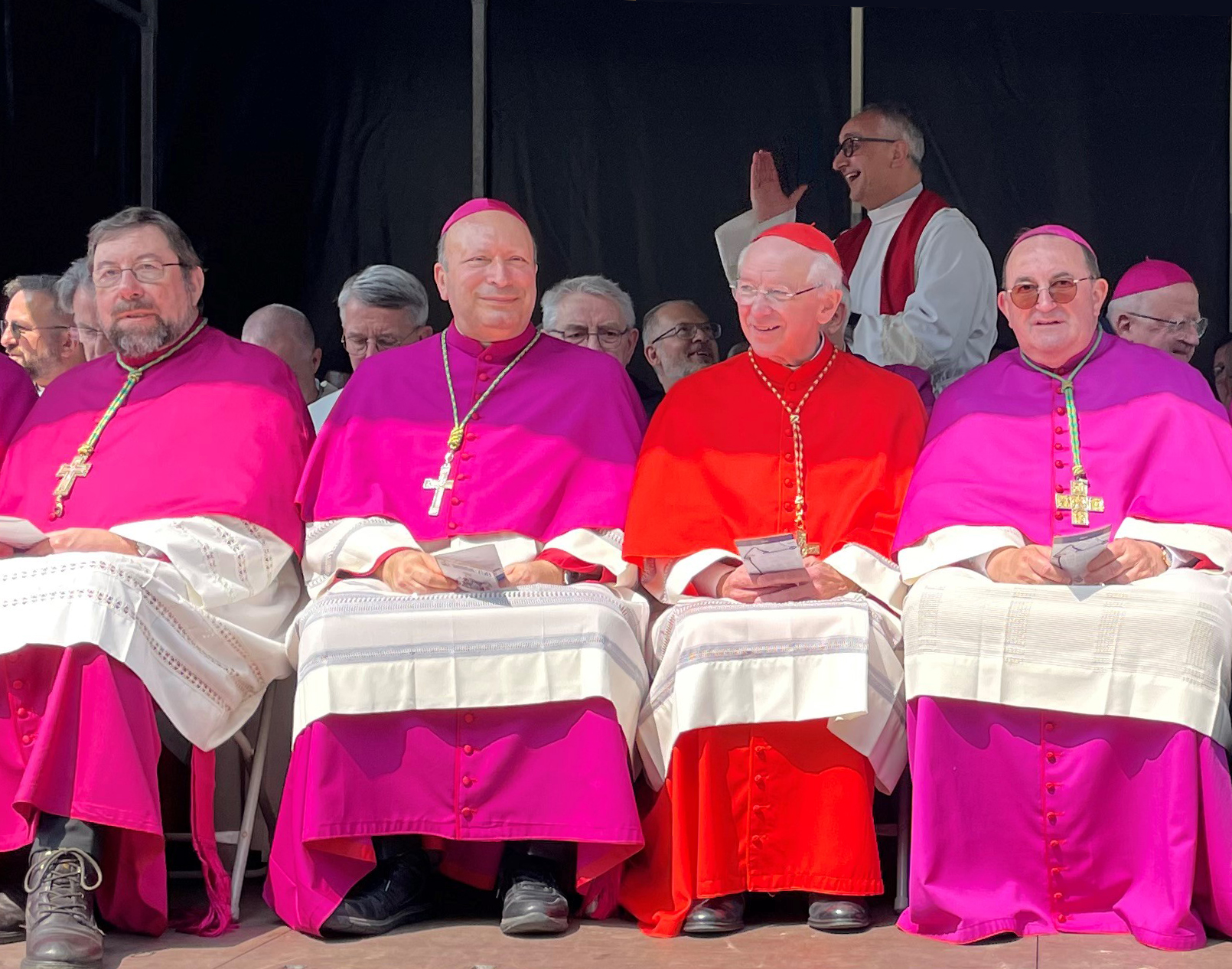
Mgr. Jean-Pierre Delville,
Mgr. Franco Coppola,
Kardinaal Jozef De Kesel en
Mgr. Guy Harpigny

Een prelaat, Latijn: praelatus, aan wie de voorrang is gegeven, is een seculier of regulier geestelijke in de Katholieke kerk die krachtens zijn ambt een bijzondere bestuursmacht bezit over een bepaald kerkelijk rechtsgebied, over de prelatuur. Meestal gaat het dan om kardinalen, aartsbisschoppen, bisschoppen, kanunniken, abten en priors. De overste van een personele prelatuur, bijvoorbeeld het Opus Dei, is ook een prelaat. Pauselijke huisprelaten of ereprelaten zijn geestelijken aan wie de paus de titel honoris causa heeft verleend. Prelaten dragen paarse distinctieven.